# Онда-Верди
Онда-Верди (порт. Onda Verde)  —  муниципалитет в Бразилии, входит в штат Сан-Паулу. Составная часть мезорегиона Сан-Жозе-ду-Риу-Прету. Входит в экономико-статистический  микрорегион Сан-Жозе-ду-Риу-Прету. Население составляет 3845 человек на 2006 год. Занимает площадь 243,435 км². Плотность населения — 15,8 чел./км².

## История
Город основан 22 марта 1965 года.

## Статистика
- Валовой внутренний продукт на 2003 составляет 102.173.498,00 реалов (данные: Бразильский институт географии и статистики).
- Валовой внутренний продукт на душу населения на 2003 составляет 28.015,77 реалов (данные: Бразильский институт географии и статистики).
- Индекс развития человеческого потенциала на 2000 составляет 0,777 (данные: Программа развития ООН).